# Boulet (auteur)
Pour les articles homonymes, voir Boulet (homonymie), Gilles Roussel et Roussel.
Gilles Roussel, dit Boulet, né le 1er février 1975 à Meaux, est un auteur de bande dessinée et un streameur français.

## Biographie
Après avoir passé quelques années aux Beaux-Arts de Dijon, Boulet intègre l'atelier d'illustration fondé par Claude Lapointe aux Arts décoratifs de Strasbourg. Il fait partie de la même promotion qu'Erwann Surcouf, Lisa Mandel, Lucie Albon, Reno, Nicolas Wild et Daniel Blancou. Il obtient son diplôme national supérieur d'expression plastique en 2000.
En 1998, à la suite d'un concours de bande dessinée organisé par le festival de Sierre, Boulet est remarqué par Zep, auteur de Titeuf, et Jean-Claude Camano, rédacteur en chef du magazine Tchô ! qui vient d'être lancé. De 1998 à 2001, il réalise de nombreuses pages pour ce nouveau magazine. En 2001, il publie sa première bande dessinée, Raghnarok. Suivent ensuite plusieurs séries, toutes publiées par Tchô ! : La Rubrique scientifique, Le Miya et Womoks (avec Reno au dessin).
Il débute en 2004 un blog dessiné, Bouletcorp.com, sur Internet. En parallèle, il participe régulièrement au magazine Tchô ! et fait une ou deux apparitions dans les magazines Psikopat et Spirou.
Boulet cofonde également le blog collectif chicou-chicou en 2006 avec Domitille Collardey, Olivier Tallec et Aude Picault, rejoints ensuite par Lisa Mandel, Erwann Surcouf et Ohm. Le blog cesse en 2008 et est suivi d'une publication en album aux éditions Delcourt, collection Shampooing. Dans ce blog, Boulet incarne Ella Forbin, une jeune femme aux cheveux roses, petite et un peu geek, à Château-Gontier.
Il prend la suite de Lewis Trondheim pour le dessin de la bande dessinée Donjon Zénith, issue de la série Donjon.
La popularité de son blog sur Internet en fait le parrain de la première édition du Festival des blogs BD à Paris, en 2005. Les dessins réalisés pour son blog sont publiés en 2008, sous forme d'albums portant le titre Notes. Il propose progressivement une traduction en anglais et en coréen de certaines des planches diffusées par le blog.
En 2014, il illustre Augie and the Green Knight, un ouvrage de Zach Weiner, inspiré du roman de chevalerie Sire Gauvain et le Chevalier vert,. L'album est proposé au financement participatif sur le site Kickstarter.
En 2017, avec l'éditrice Marion Amirganian, il lance Octopus, une collection de bandes dessinées pédagogiques, pour les éditions Delcourt, avec pour premiers auteurs Florence Porcel et Erwann Surcouf (Mars Horizon) Héloïse Chochois (La Fabrique des corps), Colas et Léo Grasset (Dirtybiology) et Janine (Balades en philosophie).
En 2018, il scénarise la série Bolchoi Arena avec Aseyn au dessin, dont le premier tome est nommé dans la sélection officielle du meilleur album pour Angoulême 2019.
En 2019, il participe au tome 7 de la série Infinity 8.
Boulet participe en 2020 au retour de la série Donjons, signant le 7e volume "Hors des remparts" du cycle Zénith, et à cette occasion, son travail au dessin est largement salué,,,. Cette même année 2020, le deuxième tome de Bolchoï Arena est publié, avec de nouveaux bons retours critiques,,. L'album figure dans la sélection pour le Festival d'Angoulême 2021.
Avec les éditions Exemplaire, Boulet ouvre un financement participatif pour un album tiré de ses publications sur son blog (et sur son compte Instagram), prolongeant donc la série Notes, album dont la sortie a lieu en avril 2022, sous le titre Rogatons.
Publié en mars 2023, Béa Wolf marque ses retrouvailles avec Zach Weiner/Zach Weinersmith, où Boulet illustre le travail du scénariste américain qui reprend la Légende de Beowulf,,. Dans la foulée, c'est en avril 2023 que Donjon Zénith tome 10 Formule incantatoire qu'il dessine sort chez Dargaud,.

### Vie privée
Il a deux jeunes frères jumeaux, Pierre et Grégoire, qui tiennent chacun un blog dessiné, alimenté par leur quotidien. En 2021, il épouse sa partenaire de longue durée, l'écrivaine, réalisatrice et artiste storyboard américaine Natalie Nourigat.

## Œuvres
Selon Henri Garric, il renoue « avec une longue tradition qui voit dans la bande dessinée un “art mineur”, en position de modestie revendiquée. Cette tradition, notamment ancrée dans les écrits théoriques de Rodolphe Töpffer, associe conscience de l’imperfection et des forces que porte cette imperfection, réponse à la perfection de l’œil divin. » Il utilise volontairement l'« hétérogénéité graphique en bande dessinée ».

### Bandes dessinées (albums)

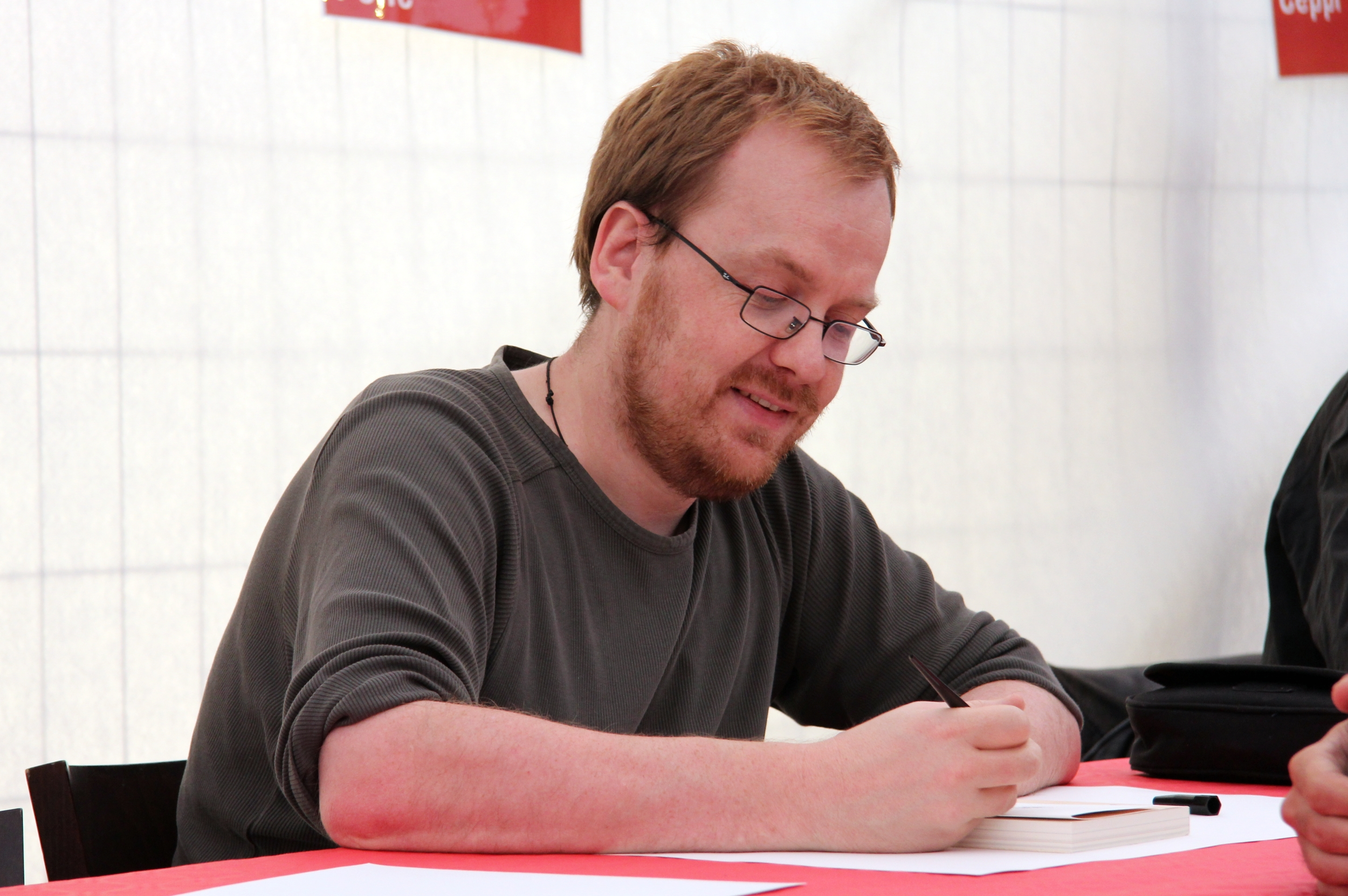
Boulet, en septembre 2013.

- Raghnarok, Glénat, coll. « Tchô ! » :

1. Dragon Junior, 2001
2. Fées et gestes, 2002
3. Terreurs de la nature, 2003
4. Légendes urbaines, 2005
5. Tempus fugit, 2007
6. Casus Belli, 2009

- Womoks (scénario), avec Reno (dessin), Glénat, coll. « Tchô ! » :

1. Mutant suspends ton vol !, 2001
2. Le Croiseur s'amuse, 2002
3. Albon, les brutes et les truands, 2004

- La Rubrique scientifique, Glénat, coll. « Tchô ! » :

1. Tome 1, 2002
2. Tome 2, 2004
3. Tome 3, 2005

- Le Vœu de… (scénario), avec Lucie Albon (dessin), La Boîte à bulles, coll. « Clé des champs » :

1. Le Vœu de Marc, avec Nicolas Wild (scénario), 2005
2. Le Vœu de Simon, 2007

- Le Miya, Glénat, coll. « Tchô ! », 2005
- Donjon Zénith, avec Lewis Trondheim et Joann Sfar, Delcourt, coll. « Humour de rire » :
  - 5. Un mariage à part, 2006
  - 6. Retour en fanfare, 2007
  - 7. Hors des remparts, 2020
  - 8. En sa mémoire, 2020
  - 9. Larmes et brouillard, 2022
  - 10. Formule incantatoire, 2023
- « Jour de neige », dans Boule de neige, Delcourt, coll. « Shampooing », 2007
- Notes, Delcourt, coll. «Shampooing», :

1. Born to be a larve (juillet 2004 – juillet 2005), 2008
2. Le Petit Théâtre de la rue (juillet 2005 – juillet 2006), 2009
3. La Viande, c'est la force (juillet 2006 – juillet 2007), 2009
4. Songe est Mensonge (juillet 2007 – juillet 2008), 2010
5. Quelques minutes avant la fin du monde (juillet 2008 – juillet 2009), 2011
6. Debout mes globules (juillet 2009 – juillet 2010), 2011
7. Formicapunk (juillet 2010 – juillet 2011), 2012
8. Les 24 heures (Les 24 heures de la bande dessinée), 2013
9. Peu d'or et moult gueule, (juillet 2011 – juillet 2013), 2014
10. Le Pixel quantique, 2016
11. Un royaume magique, 2018

- Chicou Chicou avec Lisa Mandel, Aude Picault, Domitille Collardey et Erwann Surcouf, Delcourt, coll. « Shampooing », 2008
- La Page blanche (scénario), avec Pénélope Bagieu (dessin), Delcourt, 2012
- Bolchoi Arena (scénario), avec Aseyn (dessin), Delcourt, coll. « Hors Collection » :

1. Caelum incognito, 2018 - Sélection officielle du Festival d'Angoulême 2019
2. La Somnambule, 2020 - Sélection officielle du Festival d'Angoulême 2021
3. Révolutions, 2022[28],[29]

- Le Joli Coco, éditions Lapin, 2020
- Rogatons, éditions Exemplaire, 2022  (ISBN 978-2-492926-13-6)
- Rogatons tome 2, éditions Exemplaire, 2023  (ISBN 978-2-492926-34-1)
- Sinumonstrus, éditions Exemplaire, 2024  (ISBN 978-2-492926-48-8)

### Illustration
- Terry Jones, Erik le Viking, Bragelonne, coll. « Fantasy », 2008.  (ISBN 2352942349)
- Zach Weiner, Augie and the Green Knight, 2015.
- Neil Gaiman, Par bonheur, le lait, Au Diable Vauvert, 2015.  (ISBN 2846269688)
- Kyan Khojandi et Bruno Muschio (ill. Boulet), Pulsions : un spectacle graphique, Paris, éditions Albin Michel, 13 mars 2019, 208 p. (ISBN 978-2-226-43833-1).
- Capucine (ill. Boulet), Le joli Coco est un joli Coco, Lapin Éditions, 28 février 2020, 32 p. (ISBN 978-2-37754-081-5).
- Zach Weiner (ill. Boulet), Béa Wolf, Albin Michel, 22 mars 2023, 208 p. (ISBN 978-2-22647-923-5).

### Télévision
- 2012 : Bref. (Épisode 64 : Bref. J'ai fait un dessin) : le dessin du dragon

### Cinéma
- 2015 : Les Dissociés du collectif Suricate : illustration et séquence animée

### Collectif
- La Maison Close de Ruppert et Mulot, Delcourt, 2010
- Axolot T.1 de Patrick Baud, Delcourt, 2014 (segment Le Turc mécanique)
- Le Jour où ça bascule, Les Humanoïdes associés, 2015[30]
- Infinity 8 T.7, Et rien pour finir, scénario avec Lewis Trondheim, dessin et couleurs de Boulet, 2018

### Figuration
Boulet apparaît en tant que figurant multimédia dans les œuvres suivantes :
- La Cité de la Peur, film de 1994 : figuration lors de la scène de course-poursuite sur la Croisette[31], à l'origine indirecte de son pseudonyme.
- Dead Landes, 2016, série télévisée : apparition vocale[32].
- Deadpool, 2016, bande dessinée : personnage d'arrière-plan.
- Aquablue, bande dessinée : personnage secondaire.
- Lastman, la série animée : Boulet figure dans une publicité fictive.
- Density, 2017, bande dessinée : apparition.